# Jonathan Swedberg
Jonathan Swedberg (ur. 23 sierpnia 2002) – szwedzki skoczek narciarski, zawodnik klubu Sollentuna BHK. Uczestnik mistrzostw świata juniorów (2020). Medalista mistrzostw kraju.

## Przebieg kariery
Swedberg okazjonalnie występuje w zawodach krajowych w Norwegii, jednak plasuje się na odległych pozycjach w najsłabszej grupie zawodników. W styczniu 2020 wziął udział w rozgrywanych w Falun mistrzostwach krajów nordyckich juniorów – indywidualnie był 10., wyprzedzając tylko 2 swoich rodaków, a w konkursie drużynowym ze szwedzkim zespołem uplasował się na ostatnim, 5. miejscu. Jako jedyny reprezentant Szwecji w skokach narciarskich w rywalizacji mężczyzn znalazł się w składzie na Mistrzostwa Świata Juniorów w Narciarstwie Klasycznym 2020. W marcu 2020 w Oberwiesenthal w zmaganiach tych zadebiutował w oficjalnych zawodach międzynarodowych rozgrywanych pod egidą FIS – wystąpił w konkursie indywidualnym, zajmując ostatnią, 63. lokatę – za skok na odległość 60 metrów (krócej, o metr, skoczył tylko Gruzin Alan Gobozowi) uzyskał notę 5,6 punktu.
Swedberg jest wielokrotnym medalistą mistrzostw Szwecji – indywidualnie na skoczni normalnej zdobył złoto zimą 2020 oraz srebro latem 2018 i latem 2019. Stawał także na podium mistrzostw kraju w rywalizacji drużynowej, juniorów i juniorów młodszych. W październiku 2019 skokiem na odległość 38,5 metra ustanowił rekord skoczni K36 w kompleksie Sollenkollen w Sollentunie.

## Mistrzostwa świata juniorów

### Indywidualnie
| 2020 Oberwiesenthal | – | 63. miejsce |

### Starty J. Swedberga na mistrzostwach świata juniorów – szczegółowo
| Miejsce | Dzień   | Rok  | Miejscowość    | Skocznia            | Punkt K | HS     | Konkurs  | Skok 1 | Skok 2 | Nota    | Strata    | Zwycięzca      |
| ------- | ------- | ---- | -------------- | ------------------- | ------- | ------ | -------- | ------ | ------ | ------- | --------- | -------------- |
| 63.     | 5 marca | 2020 | Oberwiesenthal | Fichtelbergschanzen | K-95    | HS-105 | indywid. | 60,0 m | —      | 5,6 pkt | 232,7 pkt | Peter Resinger |